# Sebastian Greene
Sebastian Greene (* 15. Oktober 1984 in Frankfurt am Main) ist ein ehemaliger deutsch-US-amerikanischer Basketballspieler.

## Laufbahn
Greenes Vater war Soldat bei der Armee der Vereinigten Staaten und spielte ebenfalls Basketball. Sebastian Greene spielte als Jugendlicher Basketball beim Turnverein 1846 Groß-Gerau, im Alter von zwölf Jahren wechselte er zum ASC Theresianum Mainz. Nach dem Ende der zehnten Klassenstufe zog er zu seinem Bruder in die Vereinigten Staaten, war fortan Schüler und Basketballspieler an der Lafayette Catholic Highschool im US-Bundesstaat Indiana. Anschließend studierte und spielte Greene von 2004 bis 2008 an der Fordham University im Bundesstaat New York. In 120 Spielen für die Hochschulmannschaft erreichte der 2,03 Meter messende Flügelspieler Mittelwerte von 6,3 Punkte sowie 4,1 Rebounds.
Greene war deutscher A2-Nationalspieler. Anfang September 2008 wurde er vom Zweitligisten BBC Bayreuth verpflichtet. Mit den Oberfranken wurde er Tabellendritter in der Saison 2008/09, machte dort insbesondere mit seinen Stärken in der Verteidigung auf sich aufmerksam. In der Sommerpause 2009 wechselte Greene zum Ligakonkurrenten FC Bayern München. Im Frühjahr 2010 zog sich Greene eine schwere Sprunggelenksverletzung zu. Aufgrund der Nachwirkungen der Verletzung zerschlug sich ein Wechsel zum spanischen Verein C.B. Lobe Huesca, auch der Sprung in die Basketball-Bundesliga blieb Greene deshalb verwehrt: Er schloss einen Vertrag mit Bundesligist EnBW Ludwigsburg, der aber vor dem Auftakt der Saison 2010/11 aus gesundheitlichen Gründen wieder aufgehoben wurde. Er blieb letztlich beim FC Bayern, am Jahresende 2010 lief sein Vertrag in München aus, im Januar 2011 schloss sich der sprungstarke Flügelspieler einem weiteren Zweitligisten, den GiroLive Ballers Osnabrück, an. Im Frühling 2011 wurde die niedersächsische Mannschaft aufgrund einer Insolvenz vom Spielbetrieb abgemeldet.
In der Saison 2011/12 spielte Greene beim TV 1862 Langen in der 2. Bundesliga ProB, Zu Beginn des Spieljahres 2012/13 stand er beim Zweitligisten Düsseldorf Baskets unter Vertrag, verließ die Mannschaft Anfang November 2012 jedoch aus beruflichen Gründen und beendete seine Leistungssportlaufbahn. Greene war zunächst als Studienberater für US-Soldaten tätig, zog für diese Arbeit erst nach Kuwait, später nach Ramstein in Deutschland. Er arbeitete hernach in den Vereinigten Staaten für ein Internetunternehmen, 2017 nahm er in Koblenz eine Stelle bei einem Hersteller von Fahrrädern an und spielte im Amateurbereich beim BBC Horchheim wieder Basketball.